# Polia enodata
Polia enodata là một loài bướm đêm trong họ Noctuidae.